# Per sempre Alfredo 2022
La Per sempre Alfredo 2022, seconda edizione della corsa, valida come prova dell'UCI Europe Tour 2022 classe 1.1 e come terza prova della Ciclismo Cup 2022, si svolse il 20 marzo 2022 su un percorso di 172,7 km, con partenza da Firenze e arrivo a Sesto Fiorentino, in Italia. La vittoria fu appannaggio dello svizzero Marc Hirschi, il quale completò il percorso in 4h23'38" alla media di 39,305 km/h, precedendo il neozelandese Dion Smith e il belga Rémy Mertz.
Sul traguardo di Sesto Fiorentino 59 ciclisti, su 147 partiti da Firenze, portarono a termine la competizione.

## Squadre e corridori partecipanti
| N.      | Cod. | Squadra                           |
| ------- | ---- | --------------------------------- |
| 1-7     | ITA  | Italia                            |
| 11-17   | BOH  | Bora-Hansgrohe                    |
| 21-27   | BEX  | Team BikeExchange-Jayco           |
| 31-37   | UAD  | UAE Team Emirates                 |
| 41-47   | BFC  | Bardiani-CSF-Faizanè              |
| 51-57   | BWB  | Bingoal Pauwels Sauces WB         |
| 61-67   | DRA  | Drone Hopper-Androni Giocattoli   |
| 71-77   | EOK  | Eolo-Kometa Cycling Team          |
| 81-87   | HPM  | Human Powered Health              |
| 91-97   | AQD  | Astana Qazaqstan Development Team |
| 101-107 | BTC  | Beltrami TSA Tre Colli            |
| 111-117 | BIE  | Biesse-Carrera                    |

| N.      | Cod. | Squadra                               |
| ------- | ---- | ------------------------------------- |
| 121-127 | CTA  | Colombia Tierra de Atletas GW Shimano |
| 131-137 | AZT  | D'Amico UM Tools                      |
| 141-147 | GAL  | Gallina Ecotek Lucchini               |
| 151-157 | GEF  | General Store Essegibi F.lli Curia    |
| 161-167 | GTS  | Giotti Victoria-Savini Due            |
| 171-177 | MGK  | MG.K Vis Colors for Peace VPM         |
| 181-187 | CPK  | Team Colpack Ballan                   |
| 191-197 | COR  | Team Corratec                         |
| 201-207 | T4Q  | Team Qhubeka                          |
| 211-217 | IWM  | Work Service-Vitalcare-Dynatek        |
| 221-227 | ZEF  | Zalf Euromobil Fior                   |

## Ordine d'arrivo (Top 10)
| Pos. | Corridore         | Squadra      | Tempo    |
| ---- | ----------------- | ------------ | -------- |
| 1    | Marc Hirschi      | UAE          | 4h23'38" |
| 2    | Dion Smith        | BikeExchange | a 3"     |
| 3    | Rémy Mertz        | Bingoal      | s.t.     |
| 4    | Alessandro Fedeli | Italia       | s.t.     |
| 5    | Thomas Pesenti    | Beltrami     | s.t.     |
| 6    | Luc Wirtgen       | Bingoal      | a 4"     |
| 7    | Cian Uijtdebroeks | Bora         | s.t.     |
| 8    | Andrea Garosio    | Biesse       | s.t.     |
| 9    | Nicola Conci      | Italia       | a 7"     |
| 10   | Kevin Colleoni    | BikeExchange | a 15"    |